# John Arthur Watson Bennett
John Arthur Watson Bennett, kanadski general, * 1911, † 2000.